# Бойница (община)
Бойница (болг. Община Бойница) — община в Болгарии. Входит в состав Видинской области. Население составляет 1746 человек (на 21.07.05 г.).

## Состав общины
В состав общины входят следующие населённые пункты:
1. Бойница
2. Бориловец
3. Градсковски-Колиби
4. Каниц
5. Периловец
6. Раброво
7. Шипикова-Махала
8. Шишенци